# مايلز ألدريدغ
مايلز ألدريدغ (بالإنجليزية: Miles Aldridge)‏ هو كاتب ومصور وفنان بريطاني، ولد في 1964 في لندن في المملكة المتحدة.

## وصلات خارجية
- الموقع الرسمي
- مايلز ألدريدغ على موقع ديسكوغز (الإنجليزية)